# Austin 3-Litre
(Attention : article issu d'une traduction automatique de l'article en anglais. Nombreux anglicismes et formules incorrectes).

L'Austin 3 Litres est une berline britannique, produite par Austin et dévoilée au salon de Londres en 1967. Il devint rapidement évident que la firme BMC n'était pas prête pour la production de la voiture : Peu, voire aucune ne semble avoir été vendue cette année, mais en juillet 1968 les voitures commencèrent à quitter l'usine. Les phares carrés vus au salon de l'automobile de 1967 avait été remplacés par de plus classiques paires de phares ronds, et en octobre 1968 la voiture a également acquis des déflecteurs sur les vitres avant. En juillet 1968, alors que les voitures commencent à sortir de l'usine, les fabricants ont apporté des améliorations de détail mises en œuvre depuis le lancement officiel en octobre. Il a été fait mention de modifications aux vannes hydrauliques de la suspension arrière, et il y avait un nouveau rapport de démultiplication final de 3,9:1, bien qu'il ait été annoncé dans les informations sur le lancement en octobre.
Avec un nom de code ADO61, la voiture est conçue pour être l'offre de BMC dans le segment des grandes routières de 3 litres et trouve ses origines au début des années 1960, avant l'ère British Leyland. Contrairement à la gamme visuellement similaire (mais plus petite) des traction avant ADO17, le moteur de 125 ch pour 3 litres (modification à 7 paliers du moteur BMC Série C (en) avec deux carburateurs  SU) entraînait les roues arrière par l'intermédiaire d'une boîte de vitesses manuelle à quatre rapports. La voiture utilise des suspensions Hydrolastic avec correction d'assiette hydraulique à l'arrière et a été louée pour son excellente tenue de route et sa maniabilité. Alec Issigonis, qui conçut les tractions avant, n'avait pris aucune part dans le développement des 3 litres, et il tenait à le souligner.
Pour répondre à son marché cible, l'intérieur est luxueux, avec des placages en bois et garnissages en tissus (la sellerie cuir n'était pas disponible mais remplacée par une bonne qualité de vinyle). Le coffre est plus long que celui des 1800, contribuant ainsi à une longueur totale de 186 pouces (4 724,4 mm) (la 1800 faisait 167 pouces (4 241,8 mm) de long).
Les versions luxueuses Wolseley et Vanden Plas atteignirent le stade de prototype sans aller plus loin. Un petit nombre de modèles breaks ont été construits, convertis par Crayford (en). Au début de British Leyland, une version Rover est envisagée pour remplacer la Rover P5, 3 Litres, mais sans dépasser le stade de la planche à dessin.
Les ventes furent très mauvaises. La version standard avait été retirée en 1969, tandis que la version de luxe perdura jusqu'à ce que le modèle soit complètement abandonné en mai 1971, après moins de 10 000 exemplaires produits. Le modèle a souffert d'une perception qu'il s'agissait simplement d'une version rallongée (porte à faux arrière) de l'ADO17 "Landcrab" (il gagna le surnom de "Land-lobster" - Homard Terrestre, le homard étant un mets plus raffiné que le simple crabe et un animal plus longiligne), avec lequel il partageait sa partie centrale et ses portes, une perception qui a s'est encore aggravée lorsque la petite Austin Maxi a également utilisé la même carrosserie, bien que la 3 litres fut une tout autre voiture.
BMC a également omis de prendre en compte l'évolution des goûts dans le segment de marché des 'grandes routières'. Des voitures telles que la Rover P6 et la Triumph 2000 avaient établi de nouvelles normes de comportement routier et étaient munies de moteurs plus petits mais avec un meilleur rendement, en ayant un style plus moderne.
L'Austin 3 Litres était bien dans l'esprit de son prédécesseur, l'Austin Westminster — une grande voiture avec un gros moteur peu poussé — mettant l'accent sur le luxe et le confort plutôt que sur le comportement et l'économie, bien que ces deux derniers facteurs soient de plus en plus importants dans ce secteur.
La 3 Litres arrive sur le marché au moment où BMC prend le contrôle de Jaguar et fusionne avec Leyland Motors pour créer British Leyland (BL). Dans le nouveau conglomérat, la 3 Litres est désormais vendue à côté de rivales de même taille comme les Jaguar, Rover et de Triumph - toutes ayant une véritable image de marque fondée sur le luxe et la performance, comparées à Austin qui est considérée comme l'une des marques les moins chères du groupe. Pour cette raison, la 3 Litres n'a pas été remplacée, et les modèles Rover et Jaguar remplirent ce rôle dans le portefeuille de BL.

Austin 3 Litres
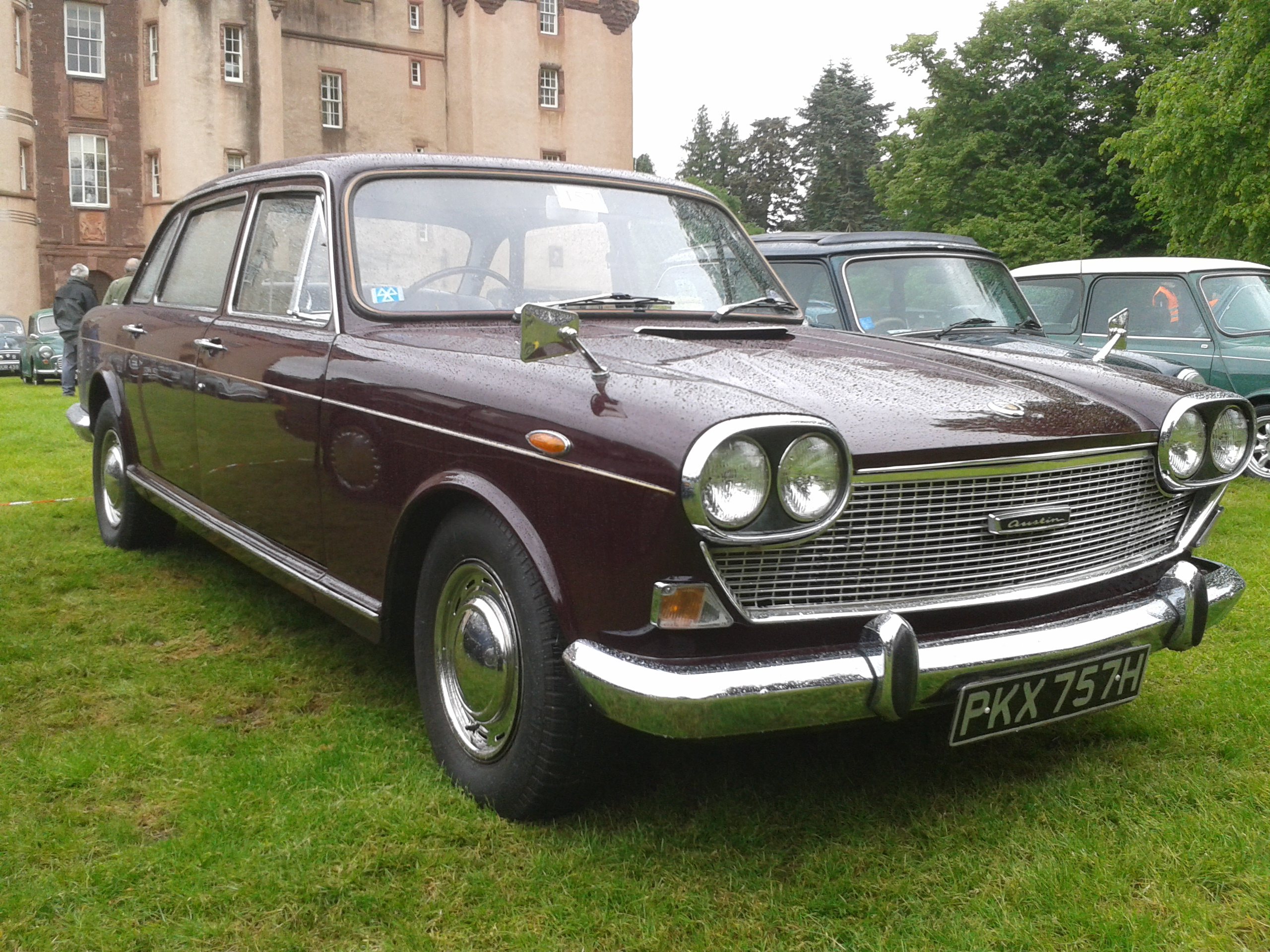
vue de face
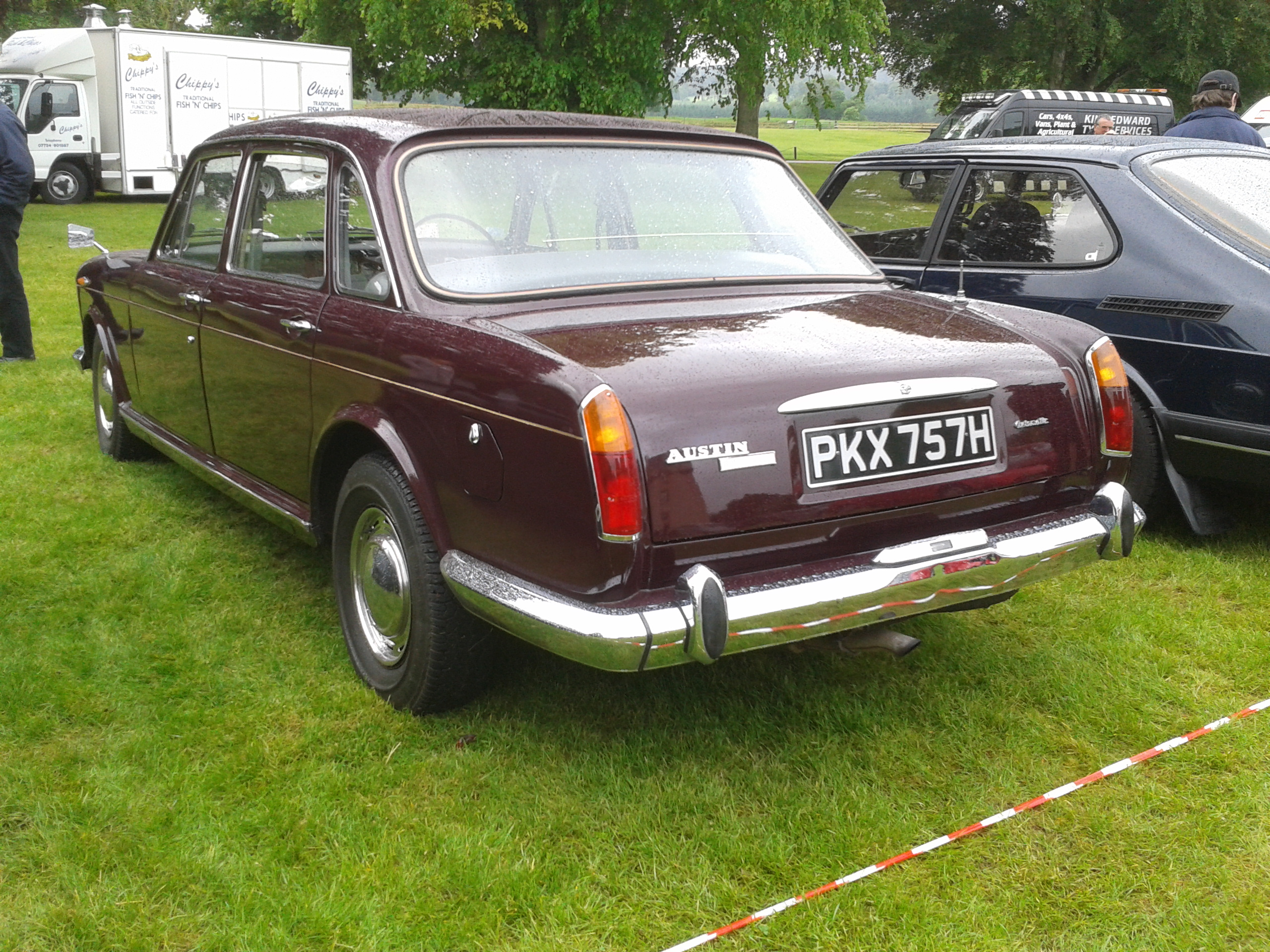
vue arrière